# 田中聪子
田中聪子（日语：／ Tanaka Satoko，1942年2月3日—），日本女子游泳运动员。她在1960年夏季奥林匹克运动会中，参加了女子100米仰泳比赛并获得铜牌。她也参加了1958年、1962年和1966年三届亚洲运动会，三届比赛均在女子100米仰泳项目上获得金牌。